# ألان هينينج
ألان هينينج (بالإنجليزية: Allan Henning)‏ هو لاعب غولف جنوب أفريقي، ولد في 1 يونيو 1944 في جوهانسبرغ في جنوب أفريقيا.